# Campeonato Ecuatoriano de Fútbol 1994
El Campeonato Ecuatoriano de Fútbol 1994, conocido oficialmente como «Campeonato Nacional de Fútbol 1994», fue la 36.ª edición de la Serie A del Campeonato nacional de fútbol profesional en Ecuador. La competencia se celebró del 5 de marzo al 11 de diciembre de 1994. El torneo fue organizado por la Federación Ecuatoriana de Fútbol y contó con la participación de doce equipos de fútbol.
Emelec se coronó campeón por octava vez en su historia y se coronó el primer bicampeonato del club millonario.
La fecha final, jugada el 11 de diciembre, fue dramática ya que el equipo eléctrico, luego de empatar en horas de la mañana 1-1 ante Aucas, en Quito, debió esperar que Barcelona no caiga en la tarde y noche frente a El Nacional en Guayaquil, en un partido que terminó 2-2 y en el que los militares estuvieron a punto de ganar. por tal motivo Emelec no realizó ningún evento de celebración, hasta el 6 de enero de 1995, fecha en que se celebró a la segunda Noche Azul, con la entrega oficial por parte de la FEF de la copa de 1994.

## Sistema de juego
El torneo de 1994 presentó otro esquema. 12 equipos conformaron la Serie A y jugaron 22 fechas bajo la modalidad de sistema de todos contra todos, en la primera etapa; los 2 mejores clasificaron para la liguilla final con bonificación de 1 y 0,5 puntos, respectivamente.
La segunda etapa se organizó en 2 hexagonales de 6 equipos cada uno. Los que terminaron en primer puesto de cada hexagonal clasificaron a la liguilla final con bonificación de 1 punto cada uno.
La tabla acumulada permitió discernir a los 2 peores equipos del año, que disputaron una serie en juegos de ida y vuelta para conocer cuál era el menos mal. El otro descendía.
Los mejores del año fueron por el título en la etapa final. El primero de la etapa final levantaba el juego para la liguilla de donde saldría el nuevo campeón nacional, por ende, clasificaba a la Copa Libertadores 1995. El vicecampeón también clasificaba a la Copa Libertadores 1995; en tanto, el tercer puesto disputaba la clasificación a la Copa Conmebol 1995 y cuarto puesto disputaba la clasificación a la Pre-Conmebol.

## Relevo anual de clubes
| Pos. | de la Serie A         |
| ---- | --------------------- |
| 11º  | Técnico Universitario |
| 12º  | Santos                |

| Pos. | de la Serie B      |
| ---- | ------------------ |
| 1º   | Espoli             |
| 2º   | Liga de Portoviejo |

## Datos de los clubes
| Equipo             | Ciudad                                                             | Provincia            |
| ------------------ | ------------------------------------------------------------------ | -------------------- |
| Aucas              | Quito                                                              | Pichincha            |
| Barcelona          | Guayaquil                                                          | Guayas               |
| Delfín             | [[Archivo:\|20x20px\|border\|Bandera de Manta]] Manta / Portoviejo | Manabí               |
| Deportivo Cuenca   | Cuenca                                                             | Azuay                |
| Deportivo Quito    | Quito                                                              | Pichincha            |
| El Nacional        | Quito                                                              | Pichincha            |
| Emelec             | Guayaquil                                                          | Guayas               |
| Espoli             | Quito                                                              | Pichincha            |
| Green Cross        | [[Archivo:\|20x20px\|border\|Bandera de Manta]] Manta              | Manabí               |
| Liga de Portoviejo | Portoviejo                                                         | Manabí               |
| Liga de Quito      | Quito / [[Archivo:\|20x20px\|border\|Bandera de Ibarra]] Ibarra    | Pichincha / Imbabura |
| Valdez             | Milagro / Guayaquil / Machala                                      | Guayas / El Oro      |

## Equipos por ubicación geográfica
| Provincia | N.º | Equipos                                                          |
| --------- | --- | ---------------------------------------------------------------- |
| Pichincha | 5   | - Aucas - Deportivo Quito - El Nacional - Espoli - Liga de Quito |
| Guayas    | 3   | - Barcelona - Emelec - Valdez                                    |
| Manabí    | 3   | - Delfín - Green Cross - Liga de Portoviejo                      |
| Azuay     | 1   | - Deportivo Cuenca                                               |

|  |

## Primera etapa

### Partidos y resultados
| Fecha 1    | Fecha 1            | Fecha 1   | Fecha 1          |
| Fecha      | Equipo Local       | Resultado | Equipo Visitante |
| ---------- | ------------------ | --------- | ---------------- |
| 5 de marzo | Liga de Portoviejo | 0 - 0     | Delfín           |
| 5 de marzo | Deportivo Quito    | 4 - 1     | Valdez           |
| 6 de marzo | Deportivo Cuenca   | 3 - 2     | Liga de Quito    |
| 6 de marzo | Green Cross        | 4 - 1     | Espoli           |
| 6 de marzo | Aucas              | 2 - 3     | Emelec           |
| 11 de mayo | Barcelona          | 0 - 0     | El Nacional      |

| Fecha 2     | Fecha 2       | Fecha 2   | Fecha 2            |
| Fecha       | Equipo Local  | Resultado | Equipo Visitante   |
| ----------- | ------------- | --------- | ------------------ |
| 11 de marzo | Espoli        | 5 - 1     | Barcelona          |
| 13 de marzo | Valdez        | 2 - 0     | Deportivo Cuenca   |
| 13 de marzo | Emelec        | 0 - 0     | Deportivo Quito    |
| 13 de marzo | Liga de Quito | 3 - 0     | Green Cross        |
| 13 de marzo | El Nacional   | 3 - 0     | Liga de Portoviejo |
| 13 de marzo | Delfín        | 2 - 1     | Aucas              |

| Fecha 3     | Fecha 3            | Fecha 3   | Fecha 3          |
| Fecha       | Equipo Local       | Resultado | Equipo Visitante |
| ----------- | ------------------ | --------- | ---------------- |
| 19 de marzo | Barcelona          | 1 - 0     | Delfín           |
| 20 de marzo | Deportivo Cuenca   | 1 - 1     | Espoli           |
| 20 de marzo | Green Cross        | 2 - 2     | Valdez           |
| 20 de marzo | Aucas              | 1 - 1     | Liga de Quito    |
| 20 de marzo | Liga de Portoviejo | 2 - 0     | Emelec           |
| 20 de marzo | Deportivo Quito    | 2 - 2     | El Nacional      |

| Fecha 4     | Fecha 4       | Fecha 4   | Fecha 4            |
| Fecha       | Equipo Local  | Resultado | Equipo Visitante   |
| ----------- | ------------- | --------- | ------------------ |
| 26 de marzo | Valdez        | 2 - 2     | Liga de Portoviejo |
| 27 de marzo | Liga de Quito | 3 - 1     | Barcelona          |
| 27 de marzo | Delfín        | 3 - 1     | Deportivo Quito    |
| 27 de marzo | El Nacional   | 2 - 1     | Deportivo Cuenca   |
| 27 de marzo | Emelec        | 1 - 0     | Green Cross        |
| 27 de marzo | Espoli        | 2 - 0     | Aucas              |

| Fecha 5    | Fecha 5            | Fecha 5   | Fecha 5          |
| Fecha      | Equipo Local       | Resultado | Equipo Visitante |
| ---------- | ------------------ | --------- | ---------------- |
| 1 de abril | Barcelona          | 3 - 0     | Deportivo Quito  |
| 2 de abril | Liga de Portoviejo | 2 - 3     | Espoli           |
| 2 de abril | Liga de Quito      | 1 - 2     | El Nacional      |
| 3 de abril | Aucas              | 2 - 0     | Valdez           |
| 3 de abril | Green Cross        | 3 - 0     | Delfín           |
| 3 de abril | Deportivo Cuenca   | 0 - 2     | Emelec           |

| Fecha 6     | Fecha 6         | Fecha 6   | Fecha 6            |
| Fecha       | Equipo Local    | Resultado | Equipo Visitante   |
| ----------- | --------------- | --------- | ------------------ |
| 9 de abril  | Delfín          | 1 - 0     | Deportivo Cuenca   |
| 10 de abril | Aucas           | 2 - 0     | Liga de Portoviejo |
| 10 de abril | Deportivo Quito | 1 - 0     | Green Cross        |
| 10 de abril | Espoli          | 1 - 2     | El Nacional        |
| 12 de abril | Barcelona       | 0 - 1     | Valdez             |
| 11 de mayo  | Emelec          | 2 - 0     | Liga de Quito      |

| Fecha 7     | Fecha 7            | Fecha 7   | Fecha 7          |
| Fecha       | Equipo Local       | Resultado | Equipo Visitante |
| ----------- | ------------------ | --------- | ---------------- |
| 16 de abril | Liga de Quito      | 4 - 0     | Valdez           |
| 16 de abril | Deportivo Cuenca   | 1 - 1     | Aucas            |
| 17 de abril | El Nacional        | 5 - 1     | Delfín           |
| 17 de abril | Liga de Portoviejo | 0 - 1     | Deportivo Quito  |
| 15 de junio | Green Cross        | 2 - 0     | Barcelona        |
| 22 de junio | Emelec             | 1 - 2     | Espoli           |

| Fecha 8     | Fecha 8         | Fecha 8   | Fecha 8            |
| Fecha       | Equipo Local    | Resultado | Equipo Visitante   |
| ----------- | --------------- | --------- | ------------------ |
| 23 de abril | Barcelona       | 0 - 0     | Liga de Portoviejo |
| 24 de abril | Aucas           | 2 - 0     | Green Cross        |
| 24 de abril | Valdez          | 4 - 2     | El Nacional        |
| 24 de abril | Espoli          | 1 - 0     | Liga de Quito      |
| 24 de abril | Deportivo Quito | 4 - 0     | Deportivo Cuenca   |
| 28 de junio | Delfín          | 1 - 1     | Emelec             |

| Fecha 9   | Fecha 9            | Fecha 9   | Fecha 9          |
| Fecha     | Equipo Local       | Resultado | Equipo Visitante |
| --------- | ------------------ | --------- | ---------------- |
| 7 de mayo | Deportivo Quito    | 2 - 3     | Espoli           |
| 7 de mayo | Deportivo Cuenca   | 1 - 0     | Green Cross      |
| 7 de mayo | Emelec             | 1 - 0     | El Nacional      |
| 7 de mayo | Liga de Portoviejo | 1 - 1     | Liga de Quito    |
| 7 de mayo | Delfín             | 2 - 1     | Valdez           |
| 8 de mayo | Aucas              | 3 - 0     | Barcelona        |

| Fecha 10   | Fecha 10      | Fecha 10  | Fecha 10           |
| Fecha      | Equipo Local  | Resultado | Equipo Visitante   |
| ---------- | ------------- | --------- | ------------------ |
| 14 de mayo | Valdez        | 0 - 6     | Emelec             |
| 15 de mayo | Barcelona     | 0 - 0     | Deportivo Cuenca   |
| 15 de mayo | Espoli        | 1 - 1     | Delfín             |
| 15 de mayo | Green Cross   | 3 - 1     | Liga de Portoviejo |
| 15 de mayo | El Nacional   | 1 - 1     | Aucas              |
| 15 de mayo | Liga de Quito | 1 - 3     | Deportivo Quito    |

| Fecha 11   | Fecha 11         | Fecha 11  | Fecha 11           |
| Fecha      | Equipo Local     | Resultado | Equipo Visitante   |
| ---------- | ---------------- | --------- | ------------------ |
| 22 de mayo | Deportivo Quito  | 0 - 2     | Aucas              |
| 22 de mayo | Deportivo Cuenca | 1 - 4     | Liga de Portoviejo |
| 22 de mayo | Delfín           | 1 - 1     | Liga de Quito      |
| 22 de mayo | Emelec           | 0 - 0     | Barcelona          |
| 22 de mayo | Espoli           | 3 - 0     | Valdez             |
| 22 de mayo | Green Cross      | 1 - 1     | El Nacional        |

| Fecha 12   | Fecha 12      | Fecha 12  | Fecha 12           |
| Fecha      | Equipo Local  | Resultado | Equipo Visitante   |
| ---------- | ------------- | --------- | ------------------ |
| 28 de mayo | Espoli        | 3 - 2     | Green Cross        |
| 28 de mayo | Emelec        | 1 - 0     | Aucas              |
| 29 de mayo | El Nacional   | 2 - 1     | Barcelona          |
| 29 de mayo | Valdez        | 0 - 1     | Deportivo Quito    |
| 29 de mayo | Delfín        | 0 - 1     | Liga de Portoviejo |
| 29 de mayo | Liga de Quito | 5 - 1     | Deportivo Cuenca   |

| Fecha 13    | Fecha 13           | Fecha 13  | Fecha 13         |
| Fecha       | Equipo Local       | Resultado | Equipo Visitante |
| ----------- | ------------------ | --------- | ---------------- |
| 5 de junio  | Green Cross        | 1 - 0     | Liga de Quito    |
| 5 de junio  | Aucas              | 3 - 0     | Delfín           |
| 5 de junio  | Deportivo Cuenca   | 3 - 1     | Valdez           |
| 20 de julio | Liga de Portoviejo | 2 - 1     | El Nacional      |
| 27 de julio | Barcelona          | 1 - 0     | Espoli           |
| 27 de julio | Deportivo Quito    | 1 - 0     | Emelec           |

| Fecha 14    | Fecha 14      | Fecha 14  | Fecha 14           |
| Fecha       | Equipo Local  | Resultado | Equipo Visitante   |
| ----------- | ------------- | --------- | ------------------ |
| 11 de junio | Valdez        | 5 - 4     | Green Cross        |
| 11 de junio | Liga de Quito | 1 - 1     | Aucas              |
| 12 de junio | Delfín        | 1 - 0     | Barcelona          |
| 12 de junio | Emelec        | 3 - 1     | Liga de Portoviejo |
| 12 de junio | El Nacional   | 2 - 1     | Deportivo Quito    |
| 12 de junio | Espoli        | 2 - 2     | Deportivo Cuenca   |

| Fecha 15    | Fecha 15           | Fecha 15  | Fecha 15         |
| Fecha       | Equipo Local       | Resultado | Equipo Visitante |
| ----------- | ------------------ | --------- | ---------------- |
| 18 de junio | Liga de Portoviejo | 3 - 1     | Valdez           |
| 19 de junio | Deportivo Quito    | 7 - 0     | Delfín           |
| 19 de junio | Green Cross        | 0 - 3     | Emelec           |
| 19 de junio | Aucas              | 1 - 2     | Espoli           |
| 19 de junio | Deportivo Cuenca   | 1 - 3     | El Nacional      |
| 19 de junio | Barcelona          | 2 - 1     | Liga de Quito    |

| Fecha 16    | Fecha 16        | Fecha 16  | Fecha 16           |
| Fecha       | Equipo Local    | Resultado | Equipo Visitante   |
| ----------- | --------------- | --------- | ------------------ |
| 25 de junio | Valdez          | 0 - 1     | Aucas              |
| 25 de junio | Emelec          | 6 - 0     | Deportivo Cuenca   |
| 25 de junio | Espoli          | 1 - 1     | Liga de Portoviejo |
| 26 de junio | Delfín          | 1 - 1     | Green Cross        |
| 26 de junio | Deportivo Quito | 4 - 1     | Barcelona          |
| 26 de junio | El Nacional     | 0 - 4     | Liga de Quito      |

| Fecha 17   | Fecha 17           | Fecha 17  | Fecha 17         |
| Fecha      | Equipo Local       | Resultado | Equipo Visitante |
| ---------- | ------------------ | --------- | ---------------- |
| 1 de julio | Liga de Quito      | 2 - 1     | Emelec           |
| 1 de julio | Deportivo Cuenca   | 4 - 0     | Delfín           |
| 1 de julio | Liga de Portoviejo | 3 - 2     | Aucas            |
| 1 de julio | Valdez             | 0 - 2     | Barcelona        |
| 1 de julio | El Nacional        | 1 - 1     | Espoli           |
| 1 de julio | Green Cross        | 1 - 0     | Deportivo Quito  |

| Fecha 18    | Fecha 18        | Fecha 18  | Fecha 18           |
| Fecha       | Equipo Local    | Resultado | Equipo Visitante   |
| ----------- | --------------- | --------- | ------------------ |
| 9 de julio  | Espoli          | 4 - 1     | Emelec             |
| 9 de julio  | Valdez          | 1 - 0     | Liga de Quito      |
| 9 de julio  | Delfín          | 0 - 5     | El Nacional        |
| 9 de julio  | Deportivo Quito | 2 - 2     | Liga de Portoviejo |
| 9 de julio  | Aucas           | 0 - 0     | Deportivo Cuenca   |
| 10 de julio | Barcelona       | 1 - 1     | Green Cross        |

| Fecha 19    | Fecha 19           | Fecha 19  | Fecha 19         |
| Fecha       | Equipo Local       | Resultado | Equipo Visitante |
| ----------- | ------------------ | --------- | ---------------- |
| 16 de julio | Emelec             | 1 - 0     | Delfín           |
| 16 de julio | Liga de Portoviejo | 0 - 0     | Barcelona        |
| 16 de julio | El Nacional        | 1 - 0     | Valdez           |
| 16 de julio | Deportivo Cuenca   | 2 - 2     | Deportivo Quito  |
| 16 de julio | Liga de Quito      | 0 - 0     | Espoli           |
| 17 de julio | Green Cross        | 1 - 2     | Aucas            |

| Fecha 20    | Fecha 20      | Fecha 20  | Fecha 20           |
| Fecha       | Equipo Local  | Resultado | Equipo Visitante   |
| ----------- | ------------- | --------- | ------------------ |
| 23 de julio | Barcelona     | 3 - 1     | Aucas              |
| 24 de julio | Espoli        | 1 - 1     | Deportivo Quito    |
| 24 de julio | El Nacional   | 1 - 0     | Emelec             |
| 24 de julio | Valdez        | 1 - 1     | Delfín             |
| 24 de julio | Green Cross   | 0 - 0     | Deportivo Cuenca   |
| 24 de julio | Liga de Quito | 1 - 2     | Liga de Portoviejo |

| Fecha 21    | Fecha 21           | Fecha 21  | Fecha 21         |
| Fecha       | Equipo Local       | Resultado | Equipo Visitante |
| ----------- | ------------------ | --------- | ---------------- |
| 30 de julio | Liga de Portoviejo | 1 - 1     | Green Cross      |
| 31 de julio | Deportivo Quito    | 2 - 2     | Liga de Quito    |
| 31 de julio | Aucas              | 1 - 1     | El Nacional      |
| 31 de julio | Deportivo Cuenca   | 0 - 1     | Barcelona        |
| 31 de julio | Delfín             | 1 - 2     | Espoli           |
| 31 de julio | Emelec             | 4 - 0     | Valdez           |

| Fecha 22    | Fecha 22           | Fecha 22  | Fecha 22         |
| Fecha       | Equipo Local       | Resultado | Equipo Visitante |
| ----------- | ------------------ | --------- | ---------------- |
| 6 de agosto | Liga de Portoviejo | 2 - 0     | Deportivo Cuenca |
| 7 de agosto | Liga de Quito      | 3 - 0     | Delfín           |
| 7 de agosto | Barcelona          | 0 - 0     | Emelec           |
| 7 de agosto | Aucas              | 0 - 1     | Deportivo Quito  |
| 7 de agosto | El Nacional        | 2 - 0     | Green Cross      |
| 7 de agosto | Valdez             | 1 - 2     | Espoli           |

### Tabla de posiciones
|  |  |     | Equipo             | PJ | PG | PE | PP | GF | GC | DG  | PTS | PB  |
|  |  | --- | ------------------ | -- | -- | -- | -- | -- | -- | --- | --- | --- |
|  |  | 1.  | Espoli             | 22 | 12 | 7  | 3  | 41 | 26 | +15 | 31  | 1   |
|  |  | 2.  | El Nacional        | 22 | 12 | 6  | 4  | 39 | 24 | +15 | 30  | 0.5 |
|  |  | 3.  | Emelec             | 22 | 12 | 4  | 6  | 37 | 16 | +21 | 28  |     |
|  |  | 4.  | Deportivo Quito    | 22 | 10 | 6  | 6  | 40 | 26 | +14 | 26  |     |
|  |  | 5.  | Liga de Portoviejo | 22 | 8  | 8  | 6  | 30 | 28 | +2  | 24  |     |
|  |  | 6.  | Aucas              | 22 | 8  | 6  | 8  | 29 | 23 | +6  | 22  |     |
|  |  | 7.  | Barcelona          | 22 | 7  | 7  | 8  | 18 | 24 | -6  | 21  |     |
|  |  | 8.  | Liga de Quito      | 22 | 7  | 6  | 9  | 36 | 26 | +10 | 20  |     |
|  |  | 9.  | Green Cross        | 22 | 6  | 6  | 10 | 27 | 31 | -4  | 18  |     |
|  |  | 10. | Delfín             | 22 | 5  | 6  | 11 | 16 | 43 | -27 | 16  |     |
|  |  | 11. | Deportivo Cuenca   | 22 | 4  | 7  | 11 | 21 | 41 | -20 | 15  |     |
|  |  | 12. | Valdez             | 22 | 5  | 3  | 14 | 23 | 49 | -26 | 13  |     |

PJ = Partidos jugados; PG = Partidos ganados; PE = Partidos empatados; PP = Partidos perdidos; GF = Goles a favor; GC = Goles en contra; DG = Diferencia de gol; PTS = Puntos; PB = Puntos de bonificación
|  | Clasificaron a la Liguilla final. |

## Segunda etapa

### Hexagonales

#### Partidos y resultados
| Fecha 1      | Fecha 1          | Fecha 1   | Fecha 1            |
| Fecha        | Equipo Local     | Resultado | Equipo Visitante   |
| ------------ | ---------------- | --------- | ------------------ |
| 13 de agosto | Liga de Quito    | 1 - 4     | Deportivo Quito    |
| 14 de agosto | El Nacional      | 3 - 0     | Green Cross        |
| 14 de agosto | Espoli           | 3 - 0     | Liga de Portoviejo |
| 14 de agosto | Deportivo Cuenca | 2 - 1     | Aucas              |
| 14 de agosto | Delfín           | 0 - 6     | Emelec             |
| 14 de agosto | Valdez           | 0 - 1     | Barcelona          |

| Fecha 2      | Fecha 2            | Fecha 2   | Fecha 2          |
| Fecha        | Equipo Local       | Resultado | Equipo Visitante |
| ------------ | ------------------ | --------- | ---------------- |
| 20 de agosto | Aucas              | 3 - 1     | El Nacional      |
| 20 de agosto | Deportivo Quito    | 2 - 0     | Delfín           |
| 20 de agosto | Liga de Portoviejo | 5 - 2     | Liga de Quito    |
| 14 de agosto | Green Cross        | 0 - 1     | Valdez           |
| 14 de agosto | Emelec             | 3 - 1     | Espoli           |
| 14 de agosto | Barcelona          | 3 - 0     | Deportivo Cuenca |

| Fecha 3         | Fecha 3          | Fecha 3   | Fecha 3            |
| Fecha           | Equipo Local     | Resultado | Equipo Visitante   |
| --------------- | ---------------- | --------- | ------------------ |
| 3 de septiembre | Liga de Quito    | 0 - 1     | Espoli             |
| 3 de septiembre | Deportivo Quito  | 3 - 1     | Emelec             |
| 3 de septiembre | Delfín           | 0 - 0     | Liga de Portoviejo |
| 4 de septiembre | Aucas            | 2 - 1     | Barcelona          |
| 4 de septiembre | Deportivo Cuenca | 1 - 0     | Green Cross        |
| 4 de septiembre | Valdez           | 0 - 1     | El Nacional        |

| Fecha 4          | Fecha 4            | Fecha 4   | Fecha 4          |
| Fecha            | Equipo Local       | Resultado | Equipo Visitante |
| ---------------- | ------------------ | --------- | ---------------- |
| 10 de septiembre | Valdez             | 2 - 0     | Aucas            |
| 10 de septiembre | Liga de Portoviejo | 1 - 1     | Deportivo Quito  |
| 11 de septiembre | Espoli             | 1 - 0     | Delfín           |
| 11 de septiembre | El Nacional        | 2 - 4     | Deportivo Cuenca |
| 11 de septiembre | Liga de Quito      | 0 - 1     | Emelec           |
| 11 de septiembre | Green Cross        | 0 - 0     | Barcelona        |

| Fecha 5          | Fecha 5          | Fecha 5   | Fecha 5            |
| Fecha            | Equipo Local     | Resultado | Equipo Visitante   |
| ---------------- | ---------------- | --------- | ------------------ |
| 14 de septiembre | Delfín           | 3 - 3     | Liga de Quito      |
| 14 de septiembre | Aucas            | 2 - 1     | Green Cross        |
| 14 de septiembre | Deportivo Quito  | 1 - 1     | Espoli             |
| 14 de septiembre | Barcelona        | 1 - 0     | El Nacional        |
| 14 de septiembre | Emelec           | 0 - 1     | Liga de Portoviejo |
| 14 de septiembre | Deportivo Cuenca | 1 - 1     | Valdez             |

| Fecha 6          | Fecha 6            | Fecha 6   | Fecha 6          |
| Fecha            | Equipo Local       | Resultado | Equipo Visitante |
| ---------------- | ------------------ | --------- | ---------------- |
| 18 de septiembre | Espoli             | 2 - 1     | Deportivo Quito  |
| 18 de septiembre | El Nacional        | 1 - 1     | Barcelona        |
| 18 de septiembre | Liga de Quito      | 4 - 1     | Delfín           |
| 18 de septiembre | Green Cross        | 2 - 0     | Aucas            |
| 18 de septiembre | Valdez             | 0 - 1     | Deportivo Cuenca |
| 18 de septiembre | Liga de Portoviejo | 1 - 1     | Emelec           |

| Fecha 7          | Fecha 7            | Fecha 7   | Fecha 7          |
| Fecha            | Equipo Local       | Resultado | Equipo Visitante |
| ---------------- | ------------------ | --------- | ---------------- |
| 24 de septiembre | Liga de Portoviejo | 1 - 2     | Espoli           |
| 25 de septiembre | Deportivo Quito    | 1 - 1     | Liga de Quito    |
| 25 de septiembre | Aucas              | 2 - 1     | Deportivo Cuenca |
| 25 de septiembre | Green Cross        | 1 - 2     | El Nacional      |
| 25 de septiembre | Emelec             | 4 - 0     | Delfín           |
| 25 de septiembre | Barcelona          | 4 - 0     | Valdez           |

| Fecha 8          | Fecha 8          | Fecha 8   | Fecha 8            |
| Fecha            | Equipo Local     | Resultado | Equipo Visitante   |
| ---------------- | ---------------- | --------- | ------------------ |
| 28 de septiembre | Delfín           | 0 - 1     | Deportivo Quito    |
| 28 de septiembre | Liga de Quito    | 4 - 0     | Liga de Portoviejo |
| 28 de septiembre | El Nacional      | 2 - 2     | Aucas              |
| 28 de septiembre | Espoli           | 3 - 2     | Emelec             |
| 28 de septiembre | Valdez           | 2 - 2     | Green Cross        |
| 28 de septiembre | Deportivo Cuenca | 0 - 1     | Barcelona          |

| Fecha 9      | Fecha 9            | Fecha 9   | Fecha 9          |
| Fecha        | Equipo Local       | Resultado | Equipo Visitante |
| ------------ | ------------------ | --------- | ---------------- |
| 2 de octubre | El Nacional        | 1 - 1     | Valdez           |
| 2 de octubre | Espoli             | 3 - 2     | Liga de Quito    |
| 2 de octubre | Green Cross        | 5 - 0     | Deportivo Cuenca |
| 2 de octubre | Liga de Portoviejo | 1 - 1     | Delfín           |
| 2 de octubre | Emelec             | 3 - 2     | Deportivo Quito  |
| 2 de octubre | Barcelona          | 0 - 0     | Aucas            |

| Fecha 10     | Fecha 10         | Fecha 10  | Fecha 10           |
| Fecha        | Equipo Local     | Resultado | Equipo Visitante   |
| ------------ | ---------------- | --------- | ------------------ |
| 9 de octubre | Deportivo Quito  | 3 - 1     | Liga de Portoviejo |
| 9 de octubre | Emelec           | 6 - 2     | Liga de Quito      |
| 9 de octubre | Aucas            | 2 - 0     | Valdez             |
| 9 de octubre | Deportivo Cuenca | 2 - 2     | El Nacional        |
| 9 de octubre | Delfín           | 2 - 0     | Espoli             |
| 9 de octubre | Barcelona        | 0 - 0     | Green Cross        |

#### Zona intergrupal

##### Partidos y resultados
| Fecha 11 (Intergrupos) | Fecha 11 (Intergrupos) | Fecha 11 (Intergrupos) | Fecha 11 (Intergrupos) |
| Fecha                  | Equipo Local           | Resultado              | Equipo Visitante       |
| ---------------------- | ---------------------- | ---------------------- | ---------------------- |
| 15 de octubre          | Valdez                 | 2 - 3                  | Delfín                 |
| 16 de octubre          | Espoli                 | 4 - 4                  | El Nacional            |
| 16 de octubre          | Deportivo Quito        | 3 - 0                  | Aucas                  |
| 16 de octubre          | Liga de Quito          | 4 - 0                  | Deportivo Cuenca       |
| 16 de octubre          | Liga de Portoviejo     | 3 - 2                  | Green Cross            |
| 16 de octubre          | Barcelona              | 0 - 0                  | Emelec                 |

| Fecha 12 (Intergrupos) | Fecha 12 (Intergrupos) | Fecha 12 (Intergrupos) | Fecha 12 (Intergrupos) |
| Fecha                  | Equipo Local           | Resultado              | Equipo Visitante       |
| ---------------------- | ---------------------- | ---------------------- | ---------------------- |
| 23 de octubre          | El Nacional            | 0 - 1                  | Espoli                 |
| 23 de octubre          | Aucas                  | 1 - 1                  | Deportivo Quito        |
| 23 de octubre          | Deportivo Cuenca       | 2 - 3                  | Liga de Quito          |
| 23 de octubre          | Emelec                 | 1 - 0                  | Barcelona              |
| 23 de octubre          | Delfín                 | 3 - 0                  | Valdez                 |
| 23 de octubre          | Green Cross            | 3 - 0                  | Liga de Portoviejo     |

#### Tabla de posiciones
Hexagonal 1
|  |  |    | Equipo             | PJ | PG | PE | PP | GF | GC | DG  | PTS | PB |
|  |  | -- | ------------------ | -- | -- | -- | -- | -- | -- | --- | --- | -- |
|  |  | 1. | Espoli             | 12 | 8  | 2  | 2  | 22 | 16 | +6  | 18  | 1  |
|  |  | 2. | Emelec             | 12 | 7  | 2  | 3  | 28 | 13 | +15 | 16  |    |
|  |  | 3. | Deportivo Quito    | 12 | 6  | 4  | 2  | 24 | 13 | +11 | 16  |    |
|  |  | 4. | Liga de Quito      | 12 | 4  | 2  | 6  | 26 | 27 | -1  | 10  |    |
|  |  | 5. | Liga de Portoviejo | 12 | 3  | 4  | 5  | 14 | 22 | -8  | 9   |    |
|  |  | 6. | Delfín             | 12 | 3  | 3  | 6  | 13 | 24 | -8  | 9   |    |

PJ = Partidos jugados; PG = Partidos ganados; PE = Partidos empatados; PP = Partidos perdidos; GF = Goles a favor; GC = Goles en contra; DG = Diferencia de gol; PTS = Puntos
 NOTA: Deportivo Quito clasificó a la Liguilla final por tener mejor récord en la tabla acumulada.
|  | Clasificaron a la Liguilla final.      |
|  | Disputaron la Definición del descenso. |

Hexagonal 2
|  |  |    | Equipo           | PJ | PG | PE | PP | GF | GC | DG  | PTS | PB |
|  |  | -- | ---------------- | -- | -- | -- | -- | -- | -- | --- | --- | -- |
|  |  | 1. | Barcelona        | 12 | 5  | 5  | 2  | 12 | 4  | +8  | 15  | 1  |
|  |  | 2. | Aucas            | 12 | 5  | 3  | 4  | 15 | 16 | -1  | 13  |    |
|  |  | 3. | El Nacional      | 12 | 3  | 5  | 4  | 19 | 20 | -1  | 11  |    |
|  |  | 4. | Deportivo Cuenca | 12 | 4  | 2  | 6  | 14 | 24 | -10 | 10  |    |
|  |  | 5. | Green Cross      | 12 | 3  | 3  | 6  | 16 | 14 | +2  | 9   |    |
|  |  | 6. | Valdez           | 12 | 2  | 3  | 7  | 9  | 19 | -10 | 6   |    |

PJ = Partidos jugados; PG = Partidos ganados; PE = Partidos empatados; PP = Partidos perdidos; GF = Goles a favor; GC = Goles en contra; DG = Diferencia de gol; PTS = Puntos
 NOTA: Valdez fue penalizado con 1 punto, a su vez descendió a Serie B por ser el peor equipo puntuado en la tabla acumulada.
|  | Clasificaron a la Liguilla final.      |
|  | Disputaron la Definición del descenso. |
|  | Descendió a la Serie B.                |

##### Evolución de la clasificación
Hexagonal 1
Hexagonal 2

## Definición del descenso
Se enfrentaron entre Delfín y Deportivo Cuenca.
| Fecha                                                                              | Ciudad | Equipo local     | Resultado     | Equipo visitante |
| ---------------------------------------------------------------------------------- | ------ | ---------------- | ------------- | ---------------- |
| 30 de octubre                                                                      | Manta  | Delfín           | 1 - 0         | Deportivo Cuenca |
| 6 de noviembre                                                                     | Cuenca | Deportivo Cuenca | 2 (3) - 1 (4) | Delfín           |
| Delfín permaneció en la Serie A y Deportivo Cuenca descendió a la Serie B de 1995. |        |                  |               |                  |

## Liguilla final

### Partidos y resultados
| Fecha 1       | Fecha 1         | Fecha 1   | Fecha 1          |
| Fecha         | Equipo Local    | Resultado | Equipo Visitante |
| ------------- | --------------- | --------- | ---------------- |
| 30 de octubre | Deportivo Quito | 2 - 2     | Espoli           |
| 30 de octubre | El Nacional     | 2 - 2     | Barcelona        |
| 30 de octubre | Emelec          | 3 - 0     | Aucas            |

| Fecha 2         | Fecha 2      | Fecha 2   | Fecha 2          |
| Fecha           | Equipo Local | Resultado | Equipo Visitante |
| --------------- | ------------ | --------- | ---------------- |
| 2 de noviembre  | Espoli       | 0 - 1     | Emelec           |
| 2 de noviembre  | Barcelona    | 1 - 1     | Deportivo Quito  |
| 30 de noviembre | Aucas        | 1 - 2     | El Nacional      |

| Fecha 3        | Fecha 3         | Fecha 3   | Fecha 3          |
| Fecha          | Equipo Local    | Resultado | Equipo Visitante |
| -------------- | --------------- | --------- | ---------------- |
| 6 de noviembre | Emelec          | 1 - 1     | Barcelona        |
| 6 de noviembre | Espoli          | 1 - 0     | Aucas            |
| 6 de noviembre | Deportivo Quito | 1 - 1     | El Nacional      |

| Fecha 4         | Fecha 4      | Fecha 4   | Fecha 4          |
| Fecha           | Equipo Local | Resultado | Equipo Visitante |
| --------------- | ------------ | --------- | ---------------- |
| 9 de noviembre  | Barcelona    | 2 - 0     | Espoli           |
| 10 de noviembre | Aucas        | 2 - 1     | Deportivo Quito  |
| 7 de diciembre  | El Nacional  | 1 - 0     | Emelec           |

| Fecha 5         | Fecha 5      | Fecha 5   | Fecha 5          |
| Fecha           | Equipo Local | Resultado | Equipo Visitante |
| --------------- | ------------ | --------- | ---------------- |
| 13 de noviembre | Aucas        | 3 - 1     | Barcelona        |
| 13 de noviembre | Emelec       | 4 - 0     | Deportivo Quito  |
| 13 de noviembre | Espoli       | 0 - 4     | El Nacional      |

| Fecha 6         | Fecha 6         | Fecha 6   | Fecha 6          |
| Fecha           | Equipo Local    | Resultado | Equipo Visitante |
| --------------- | --------------- | --------- | ---------------- |
| 20 de noviembre | El Nacional     | 1 - 0     | Espoli           |
| 20 de noviembre | Deportivo Quito | 1 - 1     | Emelec           |
| 20 de noviembre | Barcelona       | 2 - 0     | Aucas            |

| Fecha 7         | Fecha 7         | Fecha 7   | Fecha 7          |
| Fecha           | Equipo Local    | Resultado | Equipo Visitante |
| --------------- | --------------- | --------- | ---------------- |
| 22 de noviembre | Espoli          | 5 - 2     | Barcelona        |
| 22 de noviembre | Emelec          | 3 - 0     | El Nacional      |
| 22 de noviembre | Deportivo Quito | 2 - 1     | Aucas            |

| Fecha 8         | Fecha 8      | Fecha 8   | Fecha 8          |
| Fecha           | Equipo Local | Resultado | Equipo Visitante |
| --------------- | ------------ | --------- | ---------------- |
| 27 de noviembre | El Nacional  | 0 - 0     | Deportivo Quito  |
| 27 de noviembre | Aucas        | 2 - 0     | Espoli           |
| 27 de noviembre | Barcelona    | 0 - 0     | Emelec           |

| Fecha 9        | Fecha 9         | Fecha 9   | Fecha 9          |
| Fecha          | Equipo Local    | Resultado | Equipo Visitante |
| -------------- | --------------- | --------- | ---------------- |
| 3 de diciembre | Emelec          | 1 - 0     | Espoli           |
| 4 de diciembre | El Nacional     | 0 - 0     | Aucas            |
| 4 de diciembre | Deportivo Quito | 0 - 0     | Barcelona        |

| Fecha 10        | Fecha 10     | Fecha 10  | Fecha 10         |
| Fecha           | Equipo Local | Resultado | Equipo Visitante |
| --------------- | ------------ | --------- | ---------------- |
| 11 de diciembre | Espoli       | 3 - 3     | Deportivo Quito  |
| 11 de diciembre | Aucas        | 1 - 1     | Emelec (C)       |
| 11 de diciembre | Barcelona    | 2 - 2     | El Nacional      |

### Tabla de posiciones
|      |  |    | Equipo          | PJ | PG | PE | PP | GF | GC | DG  | PTS  | PB  |
| ---- |  | -- | --------------- | -- | -- | -- | -- | -- | -- | --- | ---- | --- |
| (C)  |  | 1. | Emelec          | 10 | 5  | 4  | 1  | 15 | 4  | +11 | 14   |     |
| (SC) |  | 2. | El Nacional     | 10 | 4  | 5  | 1  | 13 | 9  | +4  | 13.5 | 0.5 |
|      |  | 3. | Barcelona       | 10 | 2  | 6  | 2  | 13 | 14 | -1  | 11   | 1   |
|      |  | 4. | Deportivo Quito | 10 | 1  | 7  | 2  | 11 | 15 | -4  | 9    |     |
|      |  | 5. | Aucas           | 10 | 3  | 2  | 5  | 10 | 13 | -3  | 8    |     |
|      |  | 6. | Espoli          | 10 | 2  | 2  | 6  | 11 | 18 | -7  | 8    | 2   |

PJ = Partidos jugados; PG = Partidos ganados; PE = Partidos empatados; PP = Partidos perdidos; GF = Goles a favor; GC = Goles en contra; DG = Diferencia de gol; PTS = Puntos; PB = Puntos de bonificación
| (C)  | Campeón, clasificó a la Copa Libertadores 1995.    |
| (SC) | Subcampeón, clasificó a la Copa Libertadores 1995. |
|      | Clasificaron a la Pre-Conmebol.                    |

### Campeón
|                                      |
|                                      |
| Campeón Club Sport Emelec 8.º título |

## Fase Pre-Conmebol
Se enfrentaron entre Barcelona y Deportivo Quito 3° y 4° lugar de la Liguilla final respectivamente, el cuadro del Barcelona ganó la serie por marcador global de 5-1 y se clasificó a la Copa Conmebol 1995.
| Fecha                                                                      | Ciudad    | Equipo local    | Resultado | Equipo visitante |
| -------------------------------------------------------------------------- | --------- | --------------- | --------- | ---------------- |
| 4 de octubre de 1995                                                       | Guayaquil | Barcelona       | 4 - 0     | Deportivo Quito  |
| 11 de octubre de 1995                                                      | Quito     | Deportivo Quito | 1 - 1     | Barcelona        |
| Barcelona clasificó a la Copa Conmebol 1995 con el marcador global de 5-1. |           |                 |           |                  |

## Tabla general acumulada
|  |  |     | Equipo               | PJ | PG | PE | PP | GF | GC | DG  | PTS | PB/PP | Resultado en la que concluyó su participación     |
|  |  | --- | -------------------- | -- | -- | -- | -- | -- | -- | --- | --- | ----- | ------------------------------------------------- |
|  |  | 1.  | Emelec (C)           | 44 | 24 | 10 | 10 | 80 | 33 | +47 | 58  |       | Campeón, clasificó a la Copa Libertadores 1995    |
|  |  | 2.  | El Nacional (SC)     | 44 | 19 | 16 | 9  | 71 | 53 | +18 | 54  | 0.5   | Subcampeón, clasificó a la Copa Libertadores 1995 |
|  |  | 3.  | Espoli               | 44 | 22 | 11 | 11 | 74 | 60 | +14 | 55  | 2.0   |                                                   |
|  |  | 4.  | Deportivo Quito      | 44 | 17 | 17 | 10 | 74 | 53 | +21 | 51  |       |                                                   |
|  |  | 5.  | Barcelona            | 44 | 14 | 18 | 12 | 43 | 42 | +1  | 46  |       | Clasificó a la Copa Conmebol 1995                 |
|  |  | 6.  | Aucas                | 44 | 16 | 11 | 17 | 54 | 52 | +2  | 43  |       |                                                   |
|  |  | 7.  | Liga de Portoviejo   | 34 | 11 | 12 | 11 | 44 | 50 | -6  | 34  |       |                                                   |
|  |  | 8.  | Liga de Quito        | 34 | 11 | 8  | 15 | 62 | 53 | +9  | 30  |       |                                                   |
|  |  | 9.  | Green Cross          | 34 | 9  | 9  | 16 | 43 | 45 | -2  | 27  |       |                                                   |
|  |  | 10. | Delfín               | 34 | 8  | 9  | 17 | 29 | 67 | -38 | 25  |       |                                                   |
|  |  | 11. | Deportivo Cuenca (D) | 34 | 8  | 9  | 17 | 29 | 67 | -38 | 25  |       | Descendieron a la Serie B                         |
|  |  | 12. | Valdez (D)           | 34 | 7  | 5  | 22 | 32 | 68 | -36 | 19  |       | Descendieron a la Serie B                         |

PJ = Partidos jugados; PG = Partidos ganados; PE = Partidos empatados; PP = Partidos perdidos; GF = Goles a favor; GC = Goles en contra; DG = Diferencia de gol; PTS = Puntos; PB/PP = Puntos de bonificación/Puntos de Penalización

## Goleadores
| Jugador              | Equipo             | Goles |
| -------------------- | ------------------ | ----- |
| Manuel Uquillas      | Espoli             | 25    |
| Luis Chérrez         | Deportivo Quito    | 22    |
| Pedro Mauricio Muñoz | Liga de Portoviejo | 18    |
| Carlos Vernaza       | El Nacional        | 17    |
| Gilson Da Souza      | Liga de Quito      | 15    |
| Eduardo Hurtado      | Emelec             | 12    |